# آرثر تريسي
آرثر تريسي (بالإنجليزية: Arthur Tracy)‏ هو مقدم برامج إذاعية وممثل أمريكي، ولد في 25 يونيو 1899 في أوكرانيا، وتوفي في 5 أكتوبر 1997 بنيويورك في الولايات المتحدة بسبب نوبة قلبية.

## وصلات خارجية
- آرثر تريسي على موقع IMDb (الإنجليزية)
- آرثر تريسي على موقع ميوزك برينز (الإنجليزية)
- آرثر تريسي على موقع ديسكوغز (الإنجليزية)
- آرثر تريسي على موقع قاعدة بيانات الفيلم (الإنجليزية)